# Klaus-Peter Todt
Klaus-Peter Todt (* 25. Dezember 1956 in Wiesbaden) ist ein deutscher Byzantinist:

## Leben
Nach dem Studium der Byzantinistik, der evangelischen Theologie, der Philosophie sowie der Klassischen Philologie wurde er 1989 an der Universität Mainz bei Günter Prinzing promoviert und habilitierte sich dort 1999 über Region und griechisch-orthodoxes Patriarchat von Antiocheia in mittelbyzantinischer Zeit und im Zeitalter der Kreuzzüge (969–1204). Seit 1999 führt er regelmäßig Lehrtätigkeiten im Bereich der Byzantinistik an der Universität Mainz aus, zunächst als Privatdozent, dann als außerplanmäßiger Professor. Im März 2001 war er Professeur invité-étranger an der École pratique des Hautes Études/Section des Sciences Religieuses in Paris.
Weiter arbeitete Todt am Projekt Syria et Arabia Byzantina I: Historische Geographie und Topographie Nordsyriens von hellenistisch-römischer Zeit bis zum Ende der Kreuzzüge im Rahmen der Tabula Imperii Byzantini der Österreichischen Akademie der Wissenschaften mit.
Todt verfasste zahlreiche Artikel im Biographisch-Bibliographischen Kirchenlexikon (BBKL).

## Schriften (Auswahl)
- Kaiser Johannes VI. Kantakuzenos und der Islam. Politische Realität und theologische Polemik im palaiologenzeitlichen Byzanz. Echter, Würzburg 1991, ISBN 978-3-429-01370-7 (Dissertation).
- mit Bernd Andreas Vest: Syria (Syria Prote, Syria Deutera, Syria Euphratesia). (= Tabula Imperii Byzantini 15). Wien 2014, ISBN 978-3-7001-7090-7.
- Dukat und griechisch-orthodoxes Patriarchat von Antiocheia in mittelbyzantinischer Zeit (969-1084). Harrassowitz, Wiesbaden 2020, ISBN 978-3-447-10847-8 (Habilitationsschrift).